# Can Genover
|  | Per a altres significats, vegeu «Can Genover de Coquells». |

Can Genover és un edifici noucentista del municipi de Palafrugell (Baix Empordà) inclòs en l'Inventari del Patrimoni Arquitectònic de Catalunya.
Es tracta d'un edifici aïllat, envoltat per jardí, i estructurat sobre la base de volums cúbics simples amb el contrapunt de la rotonda que sobresurt de la part baixa a l'angle sud-oest. Té planta principal elevada, pis i golfes. Les quatre façanes presenten característiques similars, totes amb coberta a dos vessants, de teula; en general les obertures són allindanades i d'arc de mig punt, amb una voluntat manifesta d'equilibri i d'austeritat en la decoració. La rotonda té finestres allindanades i terrassa superior. Els accessos són a la façana principal, la del Camí Fondo, i a la part posterior de l'edifici, que comunica amb el jardí. La casa data de l'any 1925 i va ser construïda per l'arquitecte Josep Rodríguez i Lloveras, segons consta al rètol de la façana d'accés. Segurament fou un dels primers encàrrecs de Rodríguez i Lloveras, ja que va obtenir el títol en aquell mateix any. L'habitatge fou bastit en estil noucentista.